# Phyllanthus albizzioides
Phyllanthus albizzioides är en emblikaväxtart som först beskrevs av Wilhelm Sulpiz Kurz, och fick sitt nu gällande namn av Joseph Dalton Hooker. Phyllanthus albizzioides ingår i släktet Phyllanthus och familjen emblikaväxter.
Artens utbredningsområde är Burma. Inga underarter finns listade i Catalogue of Life.